# Luigi Meomartini
Luigi Meomartini (Colle Sannita, 16 settembre 1888 – Colle Sannita, 1955) è stato un musicista e politico italiano.

## Biografia
Figlio del cavalier Vincenzo Salvatore Meomartini, nobile possidente, e di donna Benedetta Paolucci (discendente dai Paolucci de Calboli), Luigi Meomartini  ebbe il nome del prozio sacerdote in ossequio al quale compì inizialmente gli studi superiori in seminario, ma successivamente si iscrisse alle facoltà di Veterinaria e poi di Giurisprudenza (1914) all'università di Napoli, senza però conseguire la laurea, perché chiamato da suo padre a prestare servizio in una propria Esattoria in San Giorgio La Molara.
In seguito preferì dedicarsi soltanto alla musica facendo ritorno al paese natio ove fondò e diresse fino alla morte la Banda Municipale di Colle Sannita, curando personalmente l'istruzione musicale dei suoi componenti.
Nella sua attività di musicista tenne alcuni concerti e collaborò con il paroliere Giuseppe Aliperti con il quale pubblicò la canzone 'O signale.
Attivo anche in ambito politico sull'esempio del nonno materno Francesco Maria Paolucci, del padre (sindaco di Reino) e di alcuni avi paterni anch'essi consiglieri provinciali, Luigi Meomartini fu podestà di Castelpagano nel 1926, mentre a Colle Sannita fu commissario prefettizio (ottobre 1925 - marzo 1927) e poi - su proposta del Ministro dell'Interno e con decreto Reale del 13 maggio 1927 - ne divenne Podestà (in carica fino ad aprile del 1929), curando in tale veste la realizzazione di svariate opere pubbliche tra cui il monumento ai caduti, il parco della rimembranza, il rifacimento di alcune strade urbane e ed il completamento della rete di pubblica illuminazione. Negli anni in cui egli fu podestà il piccolo centro sannita visse un periodo di grande splendore e ne arrivò notizia anche ai concittadini emigrati negli Stati Uniti, grazie alla rivista «Il progresso italo-americano» che pubblicò una sua fotografia assieme ad un articolo che enumerava le opere compiute a Colle.
Negli stessi anni compose la marcia Giovinezza Sannita, inno del fascismo beneventano, firmando altresì composizioni di vario genere musicale assecondando le mode e le tendenze dell'epoca, nonché brani in occasione di eventi patriottici e ricorrenze.
Alla fine del secondo conflitto mondiale fu nuovamente nominato commissario prefettizio di Colle Sannita per il secondo mandato (marzo 1944) e infine sindaco (aprile -luglio 1944).
Personaggio estroso, nel 1924 sposò una ex suora di origini venete, Angela Sandri, da cui ebbe una figlia, Teresa (1924-1998).
Dedito alla vita allegra e ai lussi come si conveniva ai gentiluomini dell'epoca, morì povero dopo aver alienato tutti suoi cospicui beni, compreso il pianoforte, tanto da essere costretto a comporre utilizzando una bacchetta e dei bicchieri di cristallo pieni di diverse quantità d'acqua per riprodurre i suoni delle sette note musicali.
Nel 1995 si è svolto a San Marco dei Cavoti - paese d'origine della nonna paterna Luisa Giampietro - un  premio di musica a lui intitolato. Gli originali delle sue opere sono custoditi presso l'archivio del pronipote Andrea Jelardi e, per donazione di quest'ultimo, presso il Conservatorio di Musica "Nicola Sala" di Benevento. 
Sempre a San Marco dei Cavoti, 26 novembre 2017, è stata intitolata a Luigi Meomartini e alla nipote - la nota cantante  Ebe De Paulis - la Sala della Musica del Modern e Museo della Pubblicità presso il palazzo Jelardi.
Ammalatosi di tumore Luigi Meomartini morì a Colle Sannita il 4 aprile del 1955 ove riposa nella cappella di famiglia

## Opere
- Giovinezza Sannita' marcia per pianoforte, ed. Saporetti e Cappelli, Firenze 1927.
- Harem, fox trott, versi di Gisi, De Martini, Benevento.
- 'O signale, canzone napoletana, versi di Giuseppe Aliperti, Saporetti e Cappelli, Firenze 1927.
- Inconsideration, walzer per pianoforte, Raffaele Izzo editore, Napoli
- A SAA Umberto di Savoia Inno,  Parole e Musica di Luigi Meomartini, 1935
- Reve d'amour.
- Mora, tango.
- Preghiera alla madonna (parole e musica)
- In occasione della Befana per gli alunni della Scuola di Colle Sannita
- Chi fuma?.

## Onorificenze
- Cavaliere della Corona d'Italia